# Festuca vaginalis
Festuca vaginalis là một loài cỏ thuộc họ Poaceae.
Loài này chỉ có ở Ecuador.